# Самокиш Михайло Іванович
Миха́йло Іва́нович Само́киш (22 лютого 1933, село Лісні Хутори Носівського району Чернігівської області — 20 вересня 2022, місто Кам'янець-Подільський Хмельницької області) — український науковець-аграрій і освітянин, почесний ректор Подільського державного аграрно-технічного університету, заслужений працівник освіти України

## Біографія
Батько, Самокиш Іван Митрофанович, загинув на фронті у 1944 р. на території Хмельницької області. Мати — Самокиш Олександра Єфиміїна, працювала в колгоспі. У 1949 році після закінчення семи класів Ліснохутірської школи поступив навчатися в Київське ремісниче училище № 18, де отримав кваліфікацію слюсаря 5-го розряду. В 1951 році, після закінчення училища, був направлений працювати на завод № 83 у м. Києві.
У 1952 році поступив навчатися у Київський індустріально-педагогічний технікум трудових резервів, який закінчив з відзнакою у 1956 році. Того ж року був направлений працювати в Коломийське технічне училище № 4 майстром виробничого навчання. В 1960 році був призначений заступником директора Коломийського технічного училища № 4. В 1963 році був переведений на посаду завідувача відділом механізація Івано-Франківської державної сільськогосподарської дослідної станції. В 1963 році закінчив заочно інженерний факультет Всесоюзного сільськогосподарського інституту у місті Балашиха. 1968 року закінчив заочне навчання в аспірантурі при Всесоюзному НДІ льону у місті Торжок. У січні 1971 року на Вченій Раді Білоруської сільськогосподарської академії захистив дисертацію на здобуття вченого ступеня кандидата технічних наук. У серпні 1971 року був зарахований на посаду доцента кафедри сільськогосподарських машин Кам'янець-Подільського сільськогосподарського інституту. У 1971—1973 рр. був обраний секретарем партбюро факультету механізації сільського господарства. В 1975 році обирався членом парткому інституту, вибирався головою методичної комісії факультету. Брав активну участь в роботі спілки «Знання». Був нагороджений грамотами за активну допомогу навчально-дослідному господарству і за відмінну організацію студентської наукової роботи. У травні 1976 року обраний на посаду завідувача кафедри сільськогосподарських машин. У вересні 1977 року обраний на посаду декана факультету механізації сільського господарства.
У квітні 1983 року призначений ректором Кам'янець-Подільського сільськогосподарського інституту і працював на даній посаді до 2002 року.
Помер 20 вересня 2022 року в місті Кам'янець-Подільський Хмельницької області.

## Наукова діяльність
Науковий доробок Михайла Івановича становить близько 150 наукових праць, в тому числі шість підручників.
Впродовж своєї наукової діяльності Михайло Іванович проводив наукові дослідження технологічних процесів та удосконалення технічних засобів в сфері механізації рослинництва. Під його керівництвом та безпосередній участі в 1976—1980 р.р. розроблений ґрунтоворозкидний посів зернових культур, який був запроваджений в колгоспі «Україна» Городоцького району Хмельницької області. Михайло Іванович керував комплексною темою: «Удосконалення та впровадження елементів прогресивних технологій і технічних засобів для комплексної механізації сільськогосподарського виробництва, що забезпечує підвищення продуктивності праці та зниження собівартості продукції», а також теми, що виконана за договором з Кіровоградським ПКІ «Посівмаш» по дослідженню 12-ти рядної кукурудзяної сівалки.

## Відзнаки
Наказами Міністерства аграрної політики України Михайло Іванович нагороджений знаком «Відмінник аграрної освіти та науки» всіх трьох ступенів. У березні 2002 року Михайло Іванович переведений на посаду завідувача кафедри сільськогосподарських машин, він є почесним ректором академії.